# وینسنت ماری وینتو
وینسنت ماری وینتو (département؛ ۲ مارس ۱۷۵۶ – ۲۱ اوت ۱۸۴۵) یک سیاست‌مدار اهل فرانسه بود.